# Aulacus coracinus
Aulacus coracinus är en stekelart som beskrevs av Jennings, Austin och Stevens 2004. Aulacus coracinus ingår i släktet Aulacus och familjen vedlarvsteklar. Inga underarter finns listade.